# Cabirops montereyensis
Cabirops montereyensis är en kräftdjursart som beskrevs av Sassaman 1985. Cabirops montereyensis ingår i släktet Cabirops och familjen Cabiropidae. Inga underarter finns listade i Catalogue of Life.